# Birch-Reduktion
Die Birch-Reduktion [ˈbəːtʃ-] ist eine Namensreaktion in der organischen Chemie. Durch sie werden aromatische Systeme mit Hilfe von Alkalimetallen in nicht-aromatische Systeme überführt (sog. Dearomatisierung). Die Reaktion wurde 1944 von Arthur Birch entwickelt, erste Überlegungen zur Reaktion machten schon 1937 Charles B. Wooster und Kenneth L. Godfrey.

## Reaktion
Für die Reaktion werden Alkalimetalle wie Natrium oder Lithium, selten Kalium in flüssigem Ammoniak gelöst. Dabei entstehen solvatisierte Elektronen, die als eigentliches Reduktionsmittel dienen. Dies ist durch eine tiefblaue Färbung der Lösung zu erkennen. Es wird zusätzlich ein Alkanol, z. B. Ethanol, als Protonendonator benötigt. Die Reaktion verläuft regioselektiv, in der Form, dass in 1,4-Stellung protoniert wird, also zwei gegenüberliegende Kohlenstoffatome reduziert werden und zwei getrennte Doppelbindungen entstehen. Diese Regioselektivität wird mit dem Prinzip der minimalen Strukturänderung erklärt.
Bei der Benkeser-Reaktion, einer Variante der Birch-Reduktion, werden anstatt Ammoniak einfache aliphatische Amine als Lösungsmittel verwendet. Dabei kann man abhängig von den Reaktionsbedingungen nicht nur Diene, sondern auch Cycloalkene erhalten.

## Reaktionsmechanismus
Im ersten Schritt wird ein solvatisiertes Elektron auf ein antibindendes Molekülorbital (das LUMO) des aromatischen Ringes übertragen. Dabei bildet sich an einem Kohlenstoffatom ein Carbanion, während ein anderes radikalisch wird. Das Carbanion nimmt anschließend ein Proton eines Ethanolmoleküls auf. Ethanol wird von solvatisierten Elektronen nur sehr langsam reduziert, kann also schon vor der eigentlichen Reaktion zugegeben werden.
Durch weitere Aufnahme eines Elektrons aus der Lösung wird ein weiteres Carbanion gebildet. Dieses reagiert mit dem Proton eines zweiten Ethanolmoleküls und bildet das 1,4-dihydrierte Produkt.
Hierbei ist zu beachten, dass die verbleibenden zwei Doppelbindungen stets genau gegenüberliegend verbleiben. Es wird also kein konjugiertes System gebildet.

## Reaktion an Benzolderivaten
Substituenten am aromatischen Ring beeinflussen die Regioselektivität der Erstprotonierung am radikal-anionischen Ring. Sie ist abhängig davon, ob es sich um einen Elektronenakzeptorsubstituenten (Substituent mit einem negativen I-Effekt) oder einen Elektronendonorsubstituenten (Substituent mit einem positiven M-Effekt und/oder positiven I-Effekt) handelt. A. Birch selbst ging aufgrund qualitativer Überlegungen bei Donorsubstituenten (wie etwa Hydroxy- oder Ethergruppen) von einer Erstprotonierung in meta-Position zum Substituenten aus. Heutzutage ist diese Auffassung jedoch sowohl durch theoretische Arbeiten auf dem Gebiet der Quantenmechanik als auch durch Experimente widerlegt und eine Erstprotonierung in ortho-Position erwiesen.
Ist dagegen ein Akzeptorsubstituent am Aromaten, so findet die erste Protonierung in para-Stellung oder ipso zum Substituenten statt. Verantwortlich hierfür sind jeweils größere Stabilitäten der Übergangszustände.
Anisole reagieren zu 1-Methoxycyclohexa-1,4-dienen, sofern weitere Substituenten keinen Einfluss nehmen. Das aus Anisol entstehende 1-Methoxycyclohexa-1,4-dien erleidet in einem wässrig-sauren Medium eine protonenkatalysierte Etherspaltung. Das unmittelbare Produkt ist ein instabiles Enol, welches sich unter weiterer Protonenkatalyse (Keto-Enol-Tautomerie) spontan über das Cyclohex-3-enon zum stabileren (wg. Konjugation der Doppelbindungen) 2-Cyclohexen-1-on umlagert. Dieses so genannte α,β-ungesättigte Keton dient u. a. als Ausgangsstoff für Michael-Additionen.

## Bedeutung
Besondere Bedeutung kommt der Birch-Reduktion bei der Synthese von Steroiden zu. Durch Birch-Reduktion von Anisolderivaten wurden C19-Steroide synthetisiert. (hier am Beispiel methylierten Estradiols):
Unter anderem wurde das erste aktive, in der Antibabypille eingesetzte Östrogen Norethisteron oder das erste totalsynthetisch hergestellte anabole Steroid Nandrolon mit Hilfe einer Birch-Reduktion synthetisiert.